# Lúcio Antunes
Lúcio Antunes, właśc. Ulisses Indalécio Silva Antunes (wym. [ˈlusju ɐ̃ˈtunɨʃ]; ur. 9 października 1966 w Prai) – piłkarz, a obecnie trener piłkarski z Republiki Zielonego Przylądka. W latach 2010–2013 był selekcjonerem reprezentacji tego kraju.

## Kariera piłkarska
Występował na pozycji napastnika w klubach z Prai oraz wyspy Sal.

## Kariera trenerska
Antunes współprowadził zespół do lat 21, który w 2006 roku wywalczył brąz podczas Igrzysk Luzofonii w Makau. Rok później został samodzielnym szkoleniowcem młodzieżowej reprezentacji. Jeszcze w tym samym roku zajął drugie miejsce podczas Pucharu Amílcar Cabral, który odbywał się w Gwinei-Bissau. W 2009 roku wraz z drużyną sięgnął po złoty medal Igrzysk Luzofonii w Lizbonie. Równocześnie pełnił funkcję trenera Académiki do Aeroporto.
W 2010 roku Lúcio Antunes został selekcjonerem seniorskiej reprezentacji. Zastąpił na tym stanowisku João de Deusa, którego wcześniej był asystentem. W 2012 roku doprowadził kadrę Zielonego Przylądka do pierwszego historycznego awansu na Puchar Narodów Afryki.
Na początku 2014 roku został trenerem angolskiego klubu Progresso Sambizanga.

## Życie osobiste
Antunes pracował także jako kontroler lotów na lotnisku w Prai, jednak zajęcie to zawiesił po nominacji na selekcjonera.